# Pinhalzinho (kommun i Brasilien, São Paulo)
Pinhalzinho är en kommun i Brasilien.   Den ligger i delstaten São Paulo, i den sydöstra delen av landet, 800 km söder om huvudstaden Brasília. Antalet invånare är 13 104.
Omgivningarna runt Pinhalzinho är en mosaik av jordbruksmark och naturlig växtlighet. Runt Pinhalzinho är det ganska tätbefolkat, med 222 invånare per kvadratkilometer.